# Cantón de Campagnac
El cantón de Campagnac era una división administrativa francesa, que estaba situada en el departamento de Aveyron y la región de Mediodía-Pirineos.

## Composición
El cantón estaba formado por cinco comunas:
- Campagnac
- La Capelle-Bonance
- Saint-Laurent-d'Olt
- Saint-Martin-de-Lenne
- Saint-Saturnin-de-Lenne

## Supresión del cantón de Campagnac
En aplicación del Decreto nº 2014-205 de 21 de febrero de 2014, el cantón de Campagnac fue suprimido el 22 de marzo de 2015 y sus 5 comunas pasaron a formar parte del nuevo cantón de Tarn y Mesetas.